# Derecho
Derecho (hiszp. 'prosto') – rozległa i długotrwała burza wiatrowa, która swoim zasięgiem może objąć bardzo duży obszar (np. powierzchnie kilku krajów). Burza ta jest związana z linią szkwałową bądź ze zjawiskami Bow Echo, które tworzą się w silnie rozwiniętych burzach wielokomórkowych (MCS).

## Charakterystyka i kryteria
Według kryteriów podanych przez Storm Prediction Center (NOAA), za zjawisko derecho uważa się burzę, która:
- pozostawia ciągły pas zniszczeń o długości co najmniej 463 km (250 mil morskich)
- w wielu miejscach wytwarza wiatry o prędkości większej od 26 m/s, a w co najmniej 3 miejscach o prędkości co najmniej 33 m/s (65 węzłów) lub sile F1 w skali Fujity.

Ponadto miejsca, w których notowano wiatry powyżej 33 m/s lub o sile F1 muszą być oddalone od siebie o co najmniej 74 km (40 mil morskich). W zależności od rodzaju zjawiska derecho pas zniszczeń pozostawiony przez burzę wygląda różnie.

## Rodzaje derecho
Wyróżnia się 3 rodzaje zjawiska derecho:
- Derecho progresywne (z ang. progressive derecho) – ten typ derecho jest spowodowany zwykle przez jedno, długotrwałe zjawisko Bow Echo. Burza formuje się w warunkach dużej niestabilności termodynamicznej oraz przy znaczącej dynamice w troposferze. Derecho progresywne występuje tylko w miesiącach letnich. Zazwyczaj wędruje wzdłuż linii stacjonarnego frontu atmosferycznego. Pas zniszczeń jest szeroki na kilkadziesiąt, czasem kilkaset km.

- Derecho seryjne (z ang. serial derecho) – polega zwykle na wytworzeniu się rozległej linii szkwałowej, w której występuje kilka zjawisk Bow Echo. Charakterystyczne dla takiej burzy są układy LEWP (Line Echo Wave Pattern). Tworzy się nawet przy niezbyt dużej niestabilności w troposferze, jednak przy dużej dynamice oraz w warunkach silnego wymuszenia, spowodowanymi przez głęboki układ niskiego ciśnienia. Pojawia się o różnych porach roku, czego przykładem może być derecho towarzyszące orkanowi Kyrill. Pas zniszczeń jest znacznie szerszy niż w przypadku typu progresywnego zjawiska. Ponadto derecho seryjne niesie ze sobą duże ryzyko pojawienia się tornada.

- Derecho hybrydowe (z ang. hybrid derecho) – posiada cechy charakterystyczne zarówno dla typu progresywnego, jak i seryjnego derecho.

## Derecho Composite Parameter
Parametr został opracowany poprzez zanalizowanie warunków atmosferycznych, które wystąpiły podczas 67 przypadków zjawiska derecho w Stanach Zjednoczonych.
Dzięki parametrowi Derecho Composite Parameter (DCP) można określić prawdopodobieństwo wystąpienia zjawiska derecho lub silnych porywistych wiatrów podczas zjawisk burzowych (związanych z dobrze zorganizowaną burzą wielokomórkową). Szczególnie dobrze DCP sprawdza się w miesiącach letnich, podczas gdy zimą z powodu wskazywania niskich wartości (głównie z powodu niewielkiego CAPE) jest praktycznie nieużyteczny.
- Wartość DCP >= 1 sygnalizuje duże prawdopodobieństwo wystąpienia silnych wiatrów związanych z dobrze zorganizowaną burzą wielokomórkową (niewykluczone zjawisko derecho - zwłaszcza typu seryjnego),
- przy wartości DCP >= 2 możliwe jest wystąpienie zjawiska derecho,
- w przypadku DCP >= 4 zagrożenie zjawiskiem derecho (w szczególności derecho progresywnym) jest bardzo duże.

W przypadku derecho, które wystąpiło w dniu 23 lipca 2009 roku nad Czechami i Polską, wartość DCP wynosiła 8.39 dla Pragi i 4.18 dla Wrocławia (dane uzyskano dzięki sondażom atmosfery wykonanych kilka godzin przed przejściem nawałnicy).

### Wzór
DCP określa się następującym wzorem:
(DCAPE/980)*(MUCAPE/2000)*(0-6 km shear/20 kt)*(0-6 km mean wind/16 kt)
gdzie:
- DCAPE - energia prądów zstępujących dostępna konwekcyjnie,
- MUCAPE - największa (najbardziej niestabilna) możliwa wartość CAPE,
- 0-6 km shear - wartość pionowych, prędkościowych uskoków wiatru w warstwie troposfery 0-6 km nad powierzchnią ziemi,
- 0-6 mean wind - uśredniona prędkość wiatru w warstwie troposfery 0-6 km nad powierzchnią ziemi,
- kt - oznaczenie węzła.

## Przykłady zjawiska derecho w Polsce
- Derecho z lipca 1928 - 62 ofiary śmiertelne[2].
- 18/19 stycznia 2007 – burzę towarzyszącą orkanowi Kyrill można uznać za przykład derecho seryjnego. Burzy w wielu miejscach towarzyszyły bardzo silne i niszczące porywy wiatru, a miejscami również tornada. Najwięcej tornad odnotowano we wschodnich landach Niemiec.
- Derecho w dniu 23 lipca 2009 nad południowo-zachodnią i centralną Polską – rozległa burza wielokomórkowa, która utworzyła się w godzinach popołudniowych nad Czechami i Niemcami, a następnie przeszła nad Polską, powodując poważne szkody materialne. W jej wyniku śmierć poniosło 8 osób, a 45 zostało rannych[3]. Główną siłą niszczącą burzy były towarzyszące jej huraganowe porywy wiatru na łukowato wygiętej linii szkwału określanej jako Bow echo. Wiatr uszkodził lub zniszczył tysiące budynków, zrywał dachy, łamał i wyrywał z korzeniami drzewa, w wielu miejscach spowodował poważne zniszczenia w energetyce. Na stacji meteorologicznej w Legnicy zanotowano poryw wiatru o wartości 36 m/s, natomiast w lasach nadleśnictw na północy woj. dolnośląskiego i na południu woj. wielkopolskiego porywy wiatru przekraczały 42 m/s (nawałnica powaliła tam ponad 0,6 mln m³ drewna). W nocy układ burzowy dociera do Mazowsza, w tym także do Warszawy. Ze względu na zasięg i siłę burzy, klasyfikuje się ją jako derecho.
  - Warunki atmosferyczne – Burza powstała w wyniku rzadko spotykanej w Europie Centralnej kombinacji bardzo silnej niestabilności termodynamicznej i dynamiki w troposferze. Prócz bardzo dużej energii potencjalnej konwekcji, pojawiły się silne pionowe uskoki wiatru oraz strefa konwergencji wiatrów w dolnej warstwie troposfery, przed chłodnym frontem atmosferycznym. Przed frontem do Europy Centralnej, w tym także do Polski, napłynęła wyjątkowo ciepła, zwrotnikowa masa powietrza. Dzień 23 lipca 2009 w wielu miejscach w Polsce zapisał się jako najcieplejszy dzień 2009 roku (na południu kraju temperatura dochodziła do 35 stopni[4]). Ponieważ adwekcja ciepłych mas powietrza odbywała się głównie w dolnej warstwie troposfery, wytworzył się duży pionowy gradient temperatur, co było główną przyczyną bardzo dużej wartości CAPE. Dodatkowo napływające powietrze było względnie dość suche (mimo dużej wartości wilgotności bezwzględnej). Niedobór wilgoci w dolnej warstwie troposfery powoduje dość duże wartości energii potencjalnej prądów zstępujących (dostępnej konwekcyjnie) DCAPE, co w przypadku wykształcenia się dobrze zorganizowanej burzy wielokomórkowej często powoduje szeroko rozprzestrzenione silne porywy wiatru.
- Derecho w dniu 19 lipca 2015 - rozciągało się od zachodniej do wschodniej części Polski, zarejestrowano obecność zniszczeń o kategorii F1 lub wyższej w skali Fujity.
- Derecho w nocy 11/12 sierpnia 2017 - mezoskalowy układ konwekcyjny zawierający linię szkwału wytworzył się na pograniczu Czech i Polski, przechodząc przez województwa dolnośląskie, opolskie, wielkopolskie, kujawsko-pomorskie i pomorskie. Silne porywy wiatru powodujące znaczne szkody po raz pierwszy były obserwowane jeszcze na terytorium Czech. Gdy burza dotarła do pogranicza województwa dolnośląskiego i wielkopolskiego, przybrała na sile. System przemieszczał się dalej na północ, tworząc duże i silne bow echo. Najwięcej szkód derecho wyrządziło w pasie od Rawicza przez okolice Jarocina, Wrześni, Gniezna, Nakła nad Notecią, a także w rejonie  Chojnic, w Borach Tucholskich i na Kaszubach. W wyniku nawałnicy zginęło 6 osób, a 48 zostało rannych[5]. Z szacunków Lasów Państwowych wynika, że huraganowy wiatr zniszczył 79,7 tys. ha lasu (ok. 9,8 mln m³ drewna)[6]. Na podstawie danych zgromadzonych w Europejskiej Bazie Danych o Gwałtownych Zjawiskach Atmosferycznych (ESWD) wynika, że nawałnica spełnia kryteria derecho.

## Skutki
- Połamane drzewa
- Powyrywane drzewa z korzeniami
- Pozrywane dachy
- Pozrywane linie wysokiego napięcia
- Ogromne zniszczenia w drzewostanie
- Uszkodzone budynki